# ميغيل أنخيل أوسوريو تشونغ
ميغيل أنخيل أوسوريو تشونغ هو محامي وسياسي مكسيكي، ولد في 5 أغسطس 1964 في باتشوكا في المكسيك. نشط حزبياً في الحزب الثوري المؤسساتي. وقد انتخب عضو مجلس الشيوخ المكسيكي ‏ وانتخب وزير الداخلية ‏ (1 ديسمبر 2012 – 10 يناير 2018) وانتخب عضو مجلس النواب المكسيك ‏.